# Tuiloma Pule Lameko
Tuiloma Pule Lameko Gae’e (geb. 1934, Falealili, Western Samoa; gest. 2. April 2018, Apia, Samoa) war ein Politiker und Kabinettsminister von Samoa. Er war Mitglied der Human Rights Protection Party.

## Leben
Lameko wurde in Falealili geboren. Er begann seine Ausbildung an einer freien kirchlichen Schule und wechselte später auf die Poutasi Primary School. Zugang zur Avele School erhielt er, indem er die Geburtsurkunde seines jüngeren Cousins benutzte, da er das Aufnahmealter bereits überschritten hatte. Kurzzeitig besuchte er das Samoa College und ein Teachers Training College, verließ beide Hochschulen jedoch, weil er die Schulgebühren nicht bezahlen konnte. Er arbeitete daraufhin als Kassierer und nahm Abendunterricht zur Ausbildung als Buchhalter (accountant).
In einer Nachwahl 1979 wurde er erstmals in die Legislative Assembly of Samoa gewählt, nachdem Muliagatele Vena wegen Bestechlichkeit abgesetzt worden war, und behielt seinen Sitz bis 1993. 1996 kehrte er als Repräsentant für Falealili ins Parlament zurück. In der Regierung von Tofilau Eti Alesana wurde er Cabinet Minister und unter Sailele Tuilaʻepa Malielegaoi Minister of Revenue.
Im Februar 2016 trat er von seinem Sitz im Parlament zurück um in das Council of Deputies berufen zu werden.
Lameko starb im Tupua Tamasese Meaole Hospital in Apia im April 2018. Sein Tod wurde mit einem öffentlichen Trauertag gewürdigt. und er erhielt ein Staatsbegräbnis.

## Sonstiges
Lameko war außerdem Präsident der Samoa Rugby Union.